# Duffy Peak
Der Duffy Peak ist ein Berg auf der Alexander-I.-Insel vor der Westküste der Antarktischen Halbinsel. In den Staccato Peaks ragt er südöstlich des Hageman Peak auf.
Der US-amerikanische Polarforscher Lincoln Ellsworth fotografierte diesen Berg 1935 bei einem Überflug. Das Advisory Committee on Antarctic Names benannte ihn nach Lieutenant Commander Joseph A. Duffy von der United States Navy, Pilot der Flugstaffel VXE-6 bei der Operation Deep Freeze der Jahre 1969 und 1970.